# Moritz Schmidt (filolog)

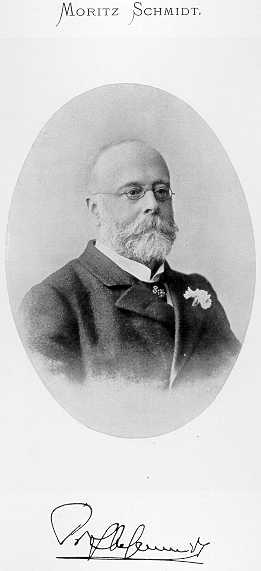
Moritz Schmidt.

Moritz Wilhelm Constantin Schmidt, född den 19 november 1823 i Breslau, död den 8 oktober 1888 i Jena, var en tysk klassisk filolog.
Schmidt, som från 1857 var professor i Jena, utgav flera verk av grekiska grammatiker, Didymos (1854) och Hesykios (5 band, 1858—68); dessutom kan nämnas Pindars olympische Siegesgesänge (1869). Slutligen sysslade han mycket  med studier över det lykiska språket och utgav The Lycian inscriptions (1868) och Neue lykische Studien (1869).